# Seven de Hong Kong 2014
El Seven de Hong Kong de 2014 fue la trigésima novena edición del torneo de rugby 7, el séptimo de la temporada 2013-14 de la Serie Mundial Masculina de Rugby 7.
Se disputó en la instalaciones del Hong Kong Stadium.

## Fase de grupos

### Grupo A
| Equipo    | Encuentros | Encuentros | Encuentros | Encuentros | Tantos  | Tantos    | Tantos     | Puntos |
| Equipo    | jugados    | ganados    | empatados  | perdidos   | a favor | en contra | diferencia | Puntos |
| --------- | ---------- | ---------- | ---------- | ---------- | ------- | --------- | ---------- | ------ |
| Fiyi      | 3          | 3          | 0          | 0          | 141     | 12        | +129       | 9      |
| Gales     | 3          | 2          | 0          | 1          | 64      | 61        | +3         | 7      |
| Kenia     | 3          | 1          | 0          | 2          | 53      | 53        | +0         | 5      |
| Sri Lanka | 3          | 0          | 0          | 3          | 12      | 144       | −132       | 3      |

Nota: Se otorgan 3 puntos al equipo que gane un partido, 2 al que empate y 1 al que pierda

### Grupo B
| Equipo    | Encuentros | Encuentros | Encuentros | Encuentros | Tantos  | Tantos    | Tantos     | Puntos |
| Equipo    | jugados    | ganados    | empatados  | perdidos   | a favor | en contra | diferencia | Puntos |
| --------- | ---------- | ---------- | ---------- | ---------- | ------- | --------- | ---------- | ------ |
| Australia | 3          | 3          | 0          | 0          | 64      | 21        | +43        | 9      |
| Sudáfrica | 3          | 2          | 0          | 1          | 60      | 31        | +29        | 7      |
| Francia   | 3          | 1          | 0          | 2          | 21      | 67        | −46        | 5      |
| España    | 3          | 0          | 0          | 3          | 38      | 64        | −26        | 3      |

### Grupo C
| Equipo     | Encuentros | Encuentros | Encuentros | Encuentros | Tantos  | Tantos    | Tantos     | Puntos |
| Equipo     | jugados    | ganados    | empatados  | perdidos   | a favor | en contra | diferencia | Puntos |
| ---------- | ---------- | ---------- | ---------- | ---------- | ------- | --------- | ---------- | ------ |
| Inglaterra | 3          | 3          | 0          | 0          | 54      | 31        | +23        | 9      |
| Canadá     | 3          | 2          | 0          | 1          | 61      | 38        | +33        | 7      |
| Argentina  | 3          | 1          | 0          | 2          | 38      | 40        | −2         | 5      |
| Portugal   | 3          | 0          | 0          | 3          | 21      | 75        | −54        | 3      |

### Grupo D
| Equipo        | Encuentros | Encuentros | Encuentros | Encuentros | Tantos  | Tantos    | Tantos     | Puntos |
| Equipo        | jugados    | ganados    | empatados  | perdidos   | a favor | en contra | diferencia | Puntos |
| ------------- | ---------- | ---------- | ---------- | ---------- | ------- | --------- | ---------- | ------ |
| Nueva Zelanda | 3          | 3          | 0          | 0          | 76      | 14        | +62        | 9      |
| Sudáfrica     | 3          | 1          | 0          | 2          | 43      | 44        | −1         | 5      |
| Samoa         | 3          | 1          | 0          | 2          | 38      | 66        | −28        | 5      |
| Escocia       | 3          | 1          | 0          | 2          | 29      | 62        | −33        | 5      |

## Fase Final

### Cuartos de final
| 30 de marzo | Fiyi | 17 - 5 | Estados Unidos |  |  |

| 30 de marzo | Inglaterra | 14 - 7 | Sudáfrica |  |  |

| 30 de marzo | Nueva Zelanda | 28 - 5 | Gales |  |  |

| 30 de marzo | Australia | 14 - 12 | Canadá |  |  |

### Semifinal
| 30 de marzo | Fiyi | 10 - 17 | Inglaterra |  |  |

| 30 de marzo | Nueva Zelanda | 19 - 7 | Australia |  |  |

### Final
| 30 de marzo | Inglaterra | 7 - 26 | Nueva Zelanda |  |  |

| Bandera de Nueva Zelanda |
| Campeón Nueva Zelanda    |
| 3º título del circuito   |

## Clasificatorio Serie Mundial 2014-15

### Grupo E
| Equipo   | Encuentros | Encuentros | Encuentros | Encuentros | Tantos  | Tantos    | Tantos     | Puntos |
| Equipo   | jugados    | ganados    | empatados  | perdidos   | a favor | en contra | diferencia | Puntos |
| -------- | ---------- | ---------- | ---------- | ---------- | ------- | --------- | ---------- | ------ |
| Zimbabue | 3          | 3          | 0          | 0          | 82      | 24        | +58        | 9      |
| Rusia    | 3          | 2          | 0          | 1          | 69      | 41        | +28        | 7      |
| Chile    | 3          | 1          | 0          | 2          | 60      | 38        | +22        | 5      |
| Barbados | 3          | 0          | 0          | 3          | 15      | 123       | −108       | 3      |

### Grupo F
| Equipo          | Encuentros | Encuentros | Encuentros | Encuentros | Tantos  | Tantos    | Tantos     | Puntos |
| Equipo          | jugados    | ganados    | empatados  | perdidos   | a favor | en contra | diferencia | Puntos |
| --------------- | ---------- | ---------- | ---------- | ---------- | ------- | --------- | ---------- | ------ |
| Hong Kong       | 3          | 3          | 0          | 0          | 76      | 14        | +62        | 9      |
| Italia          | 3          | 2          | 0          | 1          | 48      | 43        | +5         | 7      |
| Túnez           | 3          | 1          | 0          | 2          | 33      | 41        | −8         | 5      |
| Samoa Americana | 3          | 0          | 0          | 3          | 24      | 83        | −59        | 3      |

### Grupo G
| Equipo            | Encuentros | Encuentros | Encuentros | Encuentros | Tantos  | Tantos    | Tantos     | Puntos |
| Equipo            | jugados    | ganados    | empatados  | perdidos   | a favor | en contra | diferencia | Puntos |
| ----------------- | ---------- | ---------- | ---------- | ---------- | ------- | --------- | ---------- | ------ |
| Japón             | 3          | 3          | 0          | 0          | 91      | 7         | +84        | 9      |
| Uruguay           | 3          | 2          | 0          | 1          | 59      | 34        | +25        | 7      |
| Islas Cook        | 3          | 1          | 0          | 2          | 33      | 64        | −31        | 5      |
| Trinidad y Tobago | 3          | 0          | 0          | 3          | 12      | 90        | −78        | 3      |

### Cuartos de final
| 29 de marzo | Japón | 38 - 7 | Túnez |  |  |

| 29 de marzo | Rusia | 21 - 14 | Uruguay |  |  |

| 29 de marzo | Zimbabue | 12 - 17 | Italia |  |  |

| 29 de marzo | Hong Kong | 10 - 7 | Chile |  |  |

### Semifinal
| 29 de marzo | Japón | 19 - 14 | Rusia |  |  |

| 29 de marzo | Italia | 12 - 0 | Hong Kong |  |  |

### Final
| 29 de marzo | Japón | 26 - 5 | Italia |  |  |

| Bandera de Japón                             |
| Clasificado a la serie mundial 2014-15 Japón |